# Echobrain
Echobrain är ett band som Metallicas före detta basist Jason Newsted bildat tillsammans med Dylan Donkins, gitarr och Brian Sagrafenas, trummor.

## Medlemmar
- Jason Newsted – basgitarr (2000–2004)
- Dylan Donkin – sång, gitarr, piano (2000–2005)
- Brian Sagrafena – trummor, slagverk (2000–2005)
- Chris Scianni – gitarr (2000–2002)
- David Borla – gitarr (2000–2002)
- Andrew Gomez – gitarr, basgitarr, piano (2004–2005)
- Adam Donkin – basgitarr (2004–2005)

## Diskografi
Album
- 2002 – Echobrain (Surfdog Records)
- 2004 – Glean (Surfdog Records)

EP
- 2002 – Strange Enjoyment ("Sweet Summer" / "Anjali" / "Spoonfed" / "EchoBrain" (video)) (Chophouse Records)